# Emilie Vignères
Emilie Vignères, née le 1er juin 1999 à Toulouse, est une joueuse de pétanque française. 

## Clubs
- 2016 : Pétanque de Fenouillet (Haute-Garonne)[1]
- 2017 : Saint-Orens Pétanque Club (Haute-Garonne)[1]
- 2018-2020 : Cazères Pétanque Club (Haute-Garonne)
- 2021-2023 : Rumilly (Haute Savoie)
- 2024: Ax-les-Thermes (Ariège)
- 2025: Argelès Gazost (Haute Pyrénées)

## Palmarès[2]

### Séniors

#### Championnats de France
Championne de France
- Triplette 2019 (avec Cindy Peyrot et Audrey Bandiera) : Cazères Pétanque Club
- CNC 2021 (avec Emma Picard, Céline Lebossé, Caroline Bourriaud, Margareth Labartino) Rumilly
- Tête à tête 2024: Ax les thermes.

Finaliste
- Doublette 2019  (avec Audrey Bandiera) : Cazères Pétanque Club